# Анисимова, Ольга Викторовна
О́льга Ви́кторовна Ани́симова (29 января 1972, Балаково, Саратовская область) — советская и российская биатлонистка, мастер спорта международного класса.

## Биография
Ольга Анисимова родилась в городе Балаково. В 15 лет переехала жить в Ленинград. Затем, будучи студенткой Ленинградского училища олимпийского резерва, в 1988 году одержала свои первые победы на международном уровне — две золотые и две серебряные медали чемпионата мира среди юниоров. Стремительно ворвавшись в мировой биатлон, ей так же стремительно пришлось его оставить в связи с рождением сына. Вернувшись к тренировкам, из-за проблем с финансированием в 2000 году Ольга Анисимова решает уехать в Ханты-Мансийск. Затем был долгий путь в состав основной сборной команды России. Показав высочайшие результаты в Кубке Европы, после Олимпиады 2006 года, Анисимовой представился шанс выступить на этапах Кубка мира. В следующем сезоне ослабевшей после ухода ряда сильнейших биатлонисток мира российской сборной пригодился опыт Ольги Анисимовой, которая помогла российской эстафетной команде достойно выступить на этапах Кубка мира. А по итогам сезона она заняла двадцать первое место в общем зачёте.

## Спортивная карьера
На юниорских чемпионатах мира выиграла три золотые медали — в 1989, 1990 и 1991 году. Затем она вышла замуж и взяла паузу в связи с рождением сына, а когда вернулась, то не могла попасть в сборную. После переезда в Ханты-Мансийск стала выступать на Кубке Европы. Кроме того, она эпизодически участвовала в соревнованиях на Кубке мира. В сезоне 2005—2006 выиграла Кубок Европы в общем зачёте. Участвовала в чемпионате мира-2006 в смешанной эстафете, но медалей не выиграла.
После Олимпиады-2006 многие ведущие биатлонистки решили взять паузу. В результате, Ольга смогла закрепиться в основной сборной. В первой же эстафете она вместе с командой заняла первое место. В дальнейшем была ещё одна победная эстафета.
А потом был очень неудачный чемпионат мира-2007. Анисимова выступила в индивидуальной гонке и в эстафете. Выступив на третьем этапе, она допустила на лёжке несколько промахов и зашла на два штрафных круга. Так эстафета была проиграна, команда заняла только 7 место. По итогам сезона 2006—2007 Ольга заняла 21 место в общем зачёте, что стало лучшим её достижением за всю карьеру.
Выиграла несколько золотых медалей на чемпионатах России.
6 января 2008 года выиграла единственный в карьере личный подиум — 2 место в масс-старте. Претендовала на попадание на чемпионат мира-2008, но за две недели до его начала её туда не взяли и отправили на чемпионат Европы, где медалей она не выиграла.
В сезоне 2008—2009 выступала, в основном, на Кубке Европы. Победила на турнире «Ижевская винтовка» в индивидуальной гонке и в спринте. Эпизодически выступала на Кубке мира. После допингового скандал выразила готовность поехать на чемпионат мира-2009, но тренеры отказали ей. В сезонах 2009—2010 и 2010—2011 выступала на Кубке России. После выступления на чемпионате России по летнему биатлону-2011, где она в индивидуальной гонке при точной стрельбе заняла лишь 17 место, приняла решение завершить спортивную карьеру.

## Кубок мира
- 1995—1996 — 53-е место (16 очков)
- 2005—2006 — 46-е место (56 очков)
- 2006—2007 — 21-е место (306 очков)
- 2007—2008 — 29-е место (187 очков)
- 2008—2009 — 68-е место (51 очко)

| \| 2008/09 Итоги \| 2008/09 Итоги \| Эстерсунд \| Эстерсунд \| Эстерсунд \| Хохфильцен \| Хохфильцен \| Хохфильцен \| Хохфильцен \| Хохфильцен \| Хохфильцен \| Оберхоф \| Оберхоф \| Оберхоф \| Рупольдинг \| Рупольдинг \| Рупольдинг \| Антхольц \| Антхольц \| Антхольц \| ЧМ Пхёнчхан \| ЧМ Пхёнчхан \| ЧМ Пхёнчхан \| ЧМ Пхёнчхан \| ЧМ Пхёнчхан \| ЧМ Пхёнчхан \| Уистлер \| Уистлер \| Уистлер \| Тронхейм \| Тронхейм \| Тронхейм \| Ханты-Мансийск \| Ханты-Мансийск \| Ханты-Мансийск \| \| Очков \| Место \| Инд \| Спр \| Пр \| Спр \| Пр \| Эст \| Инд \| Спр \| Эст \| Эст \| Спр \| МС \| Эст \| Спр \| Пр \| Спр \| Пр \| МС \| Спр \| Пр \| Инд \| См \| МС \| Эст \| Инд \| Сп \| Эст \| Спр \| Пр \| МС \| Спр \| Пр \| МС \| \| 51 \| 68 \| 49 \| — \| — \| — \| — \| — \| — \| — \| — \| — \| 34 \| — \| — \| 56 \| 53 \| 20 \| 23 \| — \| — \| — \| — \| — \| — \| — \| — \| — \| — \| — \| — \| — \| 50 \| 36 \| — \| \| 2007/08 Итоги \| 2007/08 Итоги \| Контиолахти \| Контиолахти \| Контиолахти \| Хохфильцен \| Хохфильцен \| Хохфильцен \| Поклюка \| Поклюка \| Поклюка \| Оберхоф \| Оберхоф \| Оберхоф \| Рупольдинг \| Рупольдинг \| Рупольдинг \| Антхольц \| Антхольц \| Антхольц \| ЧМ Эстерсунд \| ЧМ Эстерсунд \| ЧМ Эстерсунд \| ЧМ Эстерсунд \| ЧМ Эстерсунд \| ЧМ Эстерсунд \| Пхёнчхан \| Пхёнчхан \| Пхёнчхан \| Ханты-Мансийск \| Ханты-Мансийск \| Ханты-Мансийск \| Холменколлен \| Холменколлен \| Холменколлен \| \| Очков \| Место \| Инд \| Спр \| Пр \| Спр \| Пр \| Эст \| Инд \| Спр \| Эст \| Эст \| Спр \| МС \| Эст \| Спр \| Пр \| Спр \| Пр \| МС \| Спр \| Пр \| См \| Инд \| МС \| Эст \| Спр \| Пр \| См \| Спр \| Пр \| МС \| Спр \| Пр \| МС \| \| 185 \| 29 \| 61 \| 31 \| 13 \| 10 \| 19 \| 2 \| 51 \| 16 \| — \| — \| 48 \| 2 \| 3 \| 34 \| 28 \| 39 \| 46 \| 23 \| — \| — \| — \| — \| — \| — \| — \| — \| — \| 8 \| 15 \| 22 \| — \| — \| — \| \| 2006/07 Итоги \| 2006/07 Итоги \| Эстерсунд \| Эстерсунд \| Эстерсунд \| Хохфильцен \| Хохфильцен \| Хохфильцен \| Хохфильцен[1] \| Хохфильцен[1] \| Хохфильцен[1] \| Оберхоф \| Оберхоф \| Оберхоф \| Рупольдинг \| Рупольдинг \| Рупольдинг \| Поклюка \| Поклюка \| Поклюка \| ЧМ Антхольц \| ЧМ Антхольц \| ЧМ Антхольц \| ЧМ Антхольц \| ЧМ Антхольц \| ЧМ Антхольц \| Лахти \| Лахти \| Лахти \| Холменколлен \| Холменколлен \| Холменколлен \| Ханты-Мансийск \| Ханты-Мансийск \| Ханты-Мансийск \| \| Очков \| Место \| Инд \| Спр \| Пр \| Спр \| Пр \| Эст \| Инд \| Спр \| Эст \| Эст \| Спр \| Пр \| Эст \| Спр \| МС \| Спр \| Пр \| МС \| Спр \| Пр \| Инд \| См \| Эст \| МС \| Инд \| Спр \| Пр \| Спр \| Пр \| МС \| Спр \| Пр \| МС \| \| 306 \| 21 \| 34 \| 36 \| 42 \| 44 \| 22 \| 1 \| 13 \| 22 \| — \| — \| 12 \| 12 \| 1 \| 9 \| 9 \| 7 \| 10 \| 13 \| — \| — \| 43 \| — \| 7 \| — \| 23 \| 22 \| 22 \| 14 \| 12 \| 22 \| 36 \| 34 \| 16 \| \| 2005/06 Итоги \| 2005/06 Итоги \| Эстерсунд \| Эстерсунд \| Эстерсунд \| Хохфильцен \| Хохфильцен \| Хохфильцен \| Осрблье \| Осрблье \| Осрблье \| Оберхоф \| Оберхоф \| Оберхоф \| Рупольдинг \| Рупольдинг \| Рупольдинг \| Антхольц \| Антхольц \| Антхольц \| ОИ Турин \| ОИ Турин \| ОИ Турин \| ОИ Турин \| ОИ Турин \| Поклюка \| Поклюка \| Поклюка \| Контиолахти \| Контиолахти \| Контиолахти \| Холменколлен \| Холменколлен \| Холменколлен \| \| \| Очков \| Место \| Спр \| Пр \| Эст \| Инд \| Спр \| Эст \| Инд \| Спр \| Пр \| Эст \| Спр \| МС \| Эст \| Спр \| Пр \| Спр \| Пр \| МС \| Инд \| Спр \| Пр \| Эст \| МС \| Спр \| Пр \| См \| Спр \| Пр \| МС \| Спр \| Пр \| МС \| \| \| 56 \| 46 \| — \| — \| — \| — \| — \| — \| — \| — \| — \| 4 \| 30 \| — \| — \| — \| — \| — \| — \| — \| — \| — \| — \| — \| — \| 63 \| — \| 16 \| 13 \| 8 \| — \| 35 \| 26 \| — \| \| \| 2004/05 Итоги \| 2004/05 Итоги \| Бейтостолен \| Бейтостолен \| Бейтостолен \| Холменколлен \| Холменколлен \| Холменколлен \| Эстерсунд \| Эстерсунд \| Эстерсунд \| Оберхоф \| Оберхоф \| Оберхоф \| Рупольдинг \| Рупольдинг \| Рупольдинг \| Антхольц \| Антхольц \| Антхольц \| Чезана Сан-Сикарио \| Чезана Сан-Сикарио \| Чезана Сан-Сикарио \| Поклюка \| Поклюка \| Поклюка \| ЧМ Хохфильцен \| ЧМ Хохфильцен \| ЧМ Хохфильцен \| ЧМ Хохфильцен \| ЧМ Хохфильцен \| Ханты-Мансийск \| Ханты-Мансийск \| Ханты-Мансийск \| \| \| Очков \| Место \| Эст \| Спр \| Пр \| Инд \| Спр \| Пр \| Спр \| Пр \| МС \| Спр \| Пр \| Эст \| Эст \| Спр \| Пр \| Инд \| Спр \| Пр \| Инд \| Спр \| Эст \| Спр \| Пр \| МС \| Спр \| Пр \| Инд \| Эст \| МС \| Спр \| Пр \| МС \| \| \| — \| — \| — \| — \| — \| — \| — \| — \| — \| — \| — \| — \| — \| — \| — \| — \| — \| — \| — \| — \| — \| — \| — \| — \| — \| — \| — \| — \| — \| — \| — \| 61 \| — \| — \| \| \| 2001/02 Итоги \| 2001/02 Итоги \| Хохфильцен \| Хохфильцен \| Хохфильцен \| Поклюка \| Поклюка \| Поклюка \| Осрблье \| Осрблье \| Осрблье \| Оберхоф \| Оберхоф \| Оберхоф \| Рупольдинг \| Рупольдинг \| Рупольдинг \| Антхольц \| Антхольц \| Антхольц \| ОИ Солт-Лейк-Сити \| ОИ Солт-Лейк-Сити \| ОИ Солт-Лейк-Сити \| ОИ Солт-Лейк-Сити \| Эстерсунд \| Эстерсунд \| Лахти \| Лахти \| Лахти \| Холменколлен \| Холменколлен \| Холменколлен \| \| \| \| \| Очков \| Место \| Спр \| Эст \| Пр \| Инд \| Эст \| Пр \| Инд \| Спр \| МС \| Спр \| Пр \| МС \| Эст \| Спр \| Пр \| Инд \| Эст \| Пр \| Инд \| Спр \| Пр \| Эст \| Спр \| Пр \| Спр \| Эст \| Пр \| Спр \| Пр \| МС \| \| \| \| \| — \| — \| — \| — \| — \| — \| — \| — \| — \| — \| — \| — \| — \| — \| — \| — \| — \| — \| 6 \| — \| — \| — \| — \| — \| — \| — \| — \| — \| — \| — \| — \| — \| \| \| \| \| 1995/96 Итоги \| 1995/96 Итоги \| Эстерсунд \| Эстерсунд \| Эстерсунд \| Холменколлен \| Холменколлен \| Холменколлен \| Антхольц \| Антхольц \| Антхольц \| Осрблье \| Осрблье \| Осрблье \| ЧМ Рупольдинг \| ЧМ Рупольдинг \| ЧМ Рупольдинг \| ЧМ Рупольдинг \| Поклюка \| Поклюка \| Поклюка \| Хохфильцен \| Хохфильцен \| Хохфильцен \| \| \| \| \| \| \| \| \| \| \| \| \| Очков \| Место \| Инд \| Спр \| Эст \| Инд \| Спр \| Эст \| Инд \| Спр \| Эст \| Инд \| Спр \| Ком \| Инд \| Ком \| Спр \| Эст \| Инд \| Спр \| Эст \| Инд \| Спр \| Эст \| \| \| \| \| \| \| \| \| \| \| \| \| 16 \| 53 \| 10 \| 36 \| — \| 32 \| 31 \| — \| — \| — \| — \| — \| — \| — \| — \| — \| — \| — \| — \| — \| — \| — \| — \| — \| \| \| \| \| \| \| \| \| \| \| \| \| 1993/94 Итоги \| 1993/94 Итоги \| Бад Гаштайн \| Бад Гаштайн \| Бад Гаштайн \| Поклюка \| Поклюка \| Поклюка \| Рупольдинг \| Рупольдинг \| Рупольдинг \| Антхольц \| Антхольц \| Антхольц \| ОИ Лиллехаммер \| ОИ Лиллехаммер \| ОИ Лиллехаммер \| Хинтон \| Хинтон \| Хинтон \| Канмор \| Канмор \| Канмор \| Канмор \| \| \| \| \| \| \| \| \| \| \| \| \| Очков \| Место \| Инд \| Спр \| Эст \| Инд \| Спр \| Эст \| Инд \| Спр \| Эст \| Инд \| Спр \| Эст \| Инд \| Спр \| Эст \| Инд \| Спр \| Эст \| Ком \| Инд \| Спр \| Эст \| \| \| \| \| \| \| \| \| \| \| \| \| — \| — \| 83 \| 88 \| — \| 30 \| 69 \| — \| — \| — \| — \| — \| — \| — \| — \| — \| — \| — \| — \| — \| — \| — \| — \| — \| \| \| \| \| \| \| \| \| \| \| \| В таблице отражены места, занятые спортсменкой на гонках биатлонного сезона. Инд — индивидуальная гонка Пр — гонка преследования Спр — спринт МС — масс-старт Эст — эстафета См — смешанная эстафета Ком — командная гонка DNS — спортсмен был заявлен, но не стартовал DNF — спортсмен стартовал, но не финишировал LAP — спортсмен по ходу гонки (для гонок преследования и масс-стартов) отстал от лидера более чем на круг и был снят с трассы DSQ — спортсмен дисквалифицирован — − спортсмен не участвовал в этой гонке |               |             |             |             |              |              |              |            |            |            |          |          |          |                |                |                |               |          |          |                    |                    |                    |                   |              |              |               |               |               |                |                |                |                |                |                |
| 2008/09 Итоги | 2008/09 Итоги | Эстерсунд   | Эстерсунд   | Эстерсунд   | Хохфильцен   | Хохфильцен   | Хохфильцен   | Хохфильцен | Хохфильцен | Хохфильцен | Оберхоф  | Оберхоф  | Оберхоф  | Рупольдинг     | Рупольдинг     | Рупольдинг     | Антхольц      | Антхольц | Антхольц | ЧМ Пхёнчхан        | ЧМ Пхёнчхан        | ЧМ Пхёнчхан        | ЧМ Пхёнчхан       | ЧМ Пхёнчхан  | ЧМ Пхёнчхан  | Уистлер       | Уистлер       | Уистлер       | Тронхейм       | Тронхейм       | Тронхейм       | Ханты-Мансийск | Ханты-Мансийск | Ханты-Мансийск |
| Очков | Место         | Инд         | Спр         | Пр          | Спр          | Пр           | Эст          | Инд        | Спр        | Эст        | Эст      | Спр      | МС       | Эст            | Спр            | Пр             | Спр           | Пр       | МС       | Спр                | Пр                 | Инд                | См                | МС           | Эст          | Инд           | Сп            | Эст           | Спр            | Пр             | МС             | Спр            | Пр             | МС             |
| 51 | 68            | 49          | —           | —           | —            | —            | —            | —          | —          | —          | —        | 34       | —        | —              | 56             | 53             | 20            | 23       | —        | —                  | —                  | —                  | —                 | —            | —            | —             | —             | —             | —              | —              | —              | 50             | 36             | —              |
| 2007/08 Итоги | 2007/08 Итоги | Контиолахти | Контиолахти | Контиолахти | Хохфильцен   | Хохфильцен   | Хохфильцен   | Поклюка    | Поклюка    | Поклюка    | Оберхоф  | Оберхоф  | Оберхоф  | Рупольдинг     | Рупольдинг     | Рупольдинг     | Антхольц      | Антхольц | Антхольц | ЧМ Эстерсунд       | ЧМ Эстерсунд       | ЧМ Эстерсунд       | ЧМ Эстерсунд      | ЧМ Эстерсунд | ЧМ Эстерсунд | Пхёнчхан      | Пхёнчхан      | Пхёнчхан      | Ханты-Мансийск | Ханты-Мансийск | Ханты-Мансийск | Холменколлен   | Холменколлен   | Холменколлен   |
| Очков | Место         | Инд         | Спр         | Пр          | Спр          | Пр           | Эст          | Инд        | Спр        | Эст        | Эст      | Спр      | МС       | Эст            | Спр            | Пр             | Спр           | Пр       | МС       | Спр                | Пр                 | См                 | Инд               | МС           | Эст          | Спр           | Пр            | См            | Спр            | Пр             | МС             | Спр            | Пр             | МС             |
| 185 | 29            | 61          | 31          | 13          | 10           | 19           | 2            | 51         | 16         | —          | —        | 48       | 2        | 3              | 34             | 28             | 39            | 46       | 23       | —                  | —                  | —                  | —                 | —            | —            | —             | —             | —             | 8              | 15             | 22             | —              | —              | —              |
| 2006/07 Итоги | 2006/07 Итоги | Эстерсунд   | Эстерсунд   | Эстерсунд   | Хохфильцен   | Хохфильцен   | Хохфильцен   | Хохфильцен | Хохфильцен | Хохфильцен | Оберхоф  | Оберхоф  | Оберхоф  | Рупольдинг     | Рупольдинг     | Рупольдинг     | Поклюка       | Поклюка  | Поклюка  | ЧМ Антхольц        | ЧМ Антхольц        | ЧМ Антхольц        | ЧМ Антхольц       | ЧМ Антхольц  | ЧМ Антхольц  | Лахти         | Лахти         | Лахти         | Холменколлен   | Холменколлен   | Холменколлен   | Ханты-Мансийск | Ханты-Мансийск | Ханты-Мансийск |
| Очков | Место         | Инд         | Спр         | Пр          | Спр          | Пр           | Эст          | Инд        | Спр        | Эст        | Эст      | Спр      | Пр       | Эст            | Спр            | МС             | Спр           | Пр       | МС       | Спр                | Пр                 | Инд                | См                | Эст          | МС           | Инд           | Спр           | Пр            | Спр            | Пр             | МС             | Спр            | Пр             | МС             |
| 306 | 21            | 34          | 36          | 42          | 44           | 22           | 1            | 13         | 22         | —          | —        | 12       | 12       | 1              | 9              | 9              | 7             | 10       | 13       | —                  | —                  | 43                 | —                 | 7            | —            | 23            | 22            | 22            | 14             | 12             | 22             | 36             | 34             | 16             |
| 2005/06 Итоги | 2005/06 Итоги | Эстерсунд   | Эстерсунд   | Эстерсунд   | Хохфильцен   | Хохфильцен   | Хохфильцен   | Осрблье    | Осрблье    | Осрблье    | Оберхоф  | Оберхоф  | Оберхоф  | Рупольдинг     | Рупольдинг     | Рупольдинг     | Антхольц      | Антхольц | Антхольц | ОИ Турин           | ОИ Турин           | ОИ Турин           | ОИ Турин          | ОИ Турин     | Поклюка      | Поклюка       | Поклюка       | Контиолахти   | Контиолахти    | Контиолахти    | Холменколлен   | Холменколлен   | Холменколлен   |                |
| Очков | Место         | Спр         | Пр          | Эст         | Инд          | Спр          | Эст          | Инд        | Спр        | Пр         | Эст      | Спр      | МС       | Эст            | Спр            | Пр             | Спр           | Пр       | МС       | Инд                | Спр                | Пр                 | Эст               | МС           | Спр          | Пр            | См            | Спр           | Пр             | МС             | Спр            | Пр             | МС             |                |
| 56 | 46            | —           | —           | —           | —            | —            | —            | —          | —          | —          | 4        | 30       | —        | —              | —              | —              | —             | —        | —        | —                  | —                  | —                  | —                 | —            | 63           | —             | 16            | 13            | 8              | —              | 35             | 26             | —              |                |
| 2004/05 Итоги | 2004/05 Итоги | Бейтостолен | Бейтостолен | Бейтостолен | Холменколлен | Холменколлен | Холменколлен | Эстерсунд  | Эстерсунд  | Эстерсунд  | Оберхоф  | Оберхоф  | Оберхоф  | Рупольдинг     | Рупольдинг     | Рупольдинг     | Антхольц      | Антхольц | Антхольц | Чезана Сан-Сикарио | Чезана Сан-Сикарио | Чезана Сан-Сикарио | Поклюка           | Поклюка      | Поклюка      | ЧМ Хохфильцен | ЧМ Хохфильцен | ЧМ Хохфильцен | ЧМ Хохфильцен  | ЧМ Хохфильцен  | Ханты-Мансийск | Ханты-Мансийск | Ханты-Мансийск |                |
| Очков | Место         | Эст         | Спр         | Пр          | Инд          | Спр          | Пр           | Спр        | Пр         | МС         | Спр      | Пр       | Эст      | Эст            | Спр            | Пр             | Инд           | Спр      | Пр       | Инд                | Спр                | Эст                | Спр               | Пр           | МС           | Спр           | Пр            | Инд           | Эст            | МС             | Спр            | Пр             | МС             |                |
| — | —             | —           | —           | —           | —            | —            | —            | —          | —          | —          | —        | —        | —        | —              | —              | —              | —             | —        | —        | —                  | —                  | —                  | —                 | —            | —            | —             | —             | —             | —              | —              | 61             | —              | —              |                |
| 2001/02 Итоги | 2001/02 Итоги | Хохфильцен  | Хохфильцен  | Хохфильцен  | Поклюка      | Поклюка      | Поклюка      | Осрблье    | Осрблье    | Осрблье    | Оберхоф  | Оберхоф  | Оберхоф  | Рупольдинг     | Рупольдинг     | Рупольдинг     | Антхольц      | Антхольц | Антхольц | ОИ Солт-Лейк-Сити  | ОИ Солт-Лейк-Сити  | ОИ Солт-Лейк-Сити  | ОИ Солт-Лейк-Сити | Эстерсунд    | Эстерсунд    | Лахти         | Лахти         | Лахти         | Холменколлен   | Холменколлен   | Холменколлен   |                |                |                |
| Очков | Место         | Спр         | Эст         | Пр          | Инд          | Эст          | Пр           | Инд        | Спр        | МС         | Спр      | Пр       | МС       | Эст            | Спр            | Пр             | Инд           | Эст      | Пр       | Инд                | Спр                | Пр                 | Эст               | Спр          | Пр           | Спр           | Эст           | Пр            | Спр            | Пр             | МС             |                |                |                |
| — | —             | —           | —           | —           | —            | —            | —            | —          | —          | —          | —        | —        | —        | —              | —              | —              | —             | 6        | —        | —                  | —                  | —                  | —                 | —            | —            | —             | —             | —             | —              | —              | —              |                |                |                |
| 1995/96 Итоги | 1995/96 Итоги | Эстерсунд   | Эстерсунд   | Эстерсунд   | Холменколлен | Холменколлен | Холменколлен | Антхольц   | Антхольц   | Антхольц   | Осрблье  | Осрблье  | Осрблье  | ЧМ Рупольдинг  | ЧМ Рупольдинг  | ЧМ Рупольдинг  | ЧМ Рупольдинг | Поклюка  | Поклюка  | Поклюка            | Хохфильцен         | Хохфильцен         | Хохфильцен        |              |              |               |               |               |                |                |                |                |                |                |
| Очков | Место         | Инд         | Спр         | Эст         | Инд          | Спр          | Эст          | Инд        | Спр        | Эст        | Инд      | Спр      | Ком      | Инд            | Ком            | Спр            | Эст           | Инд      | Спр      | Эст                | Инд                | Спр                | Эст               |              |              |               |               |               |                |                |                |                |                |                |
| 16 | 53            | 10          | 36          | —           | 32           | 31           | —            | —          | —          | —          | —        | —        | —        | —              | —              | —              | —             | —        | —        | —                  | —                  | —                  | —                 |              |              |               |               |               |                |                |                |                |                |                |
| 1993/94 Итоги | 1993/94 Итоги | Бад Гаштайн | Бад Гаштайн | Бад Гаштайн | Поклюка      | Поклюка      | Поклюка      | Рупольдинг | Рупольдинг | Рупольдинг | Антхольц | Антхольц | Антхольц | ОИ Лиллехаммер | ОИ Лиллехаммер | ОИ Лиллехаммер | Хинтон        | Хинтон   | Хинтон   | Канмор             | Канмор             | Канмор             | Канмор            |              |              |               |               |               |                |                |                |                |                |                |
| Очков | Место         | Инд         | Спр         | Эст         | Инд          | Спр          | Эст          | Инд        | Спр        | Эст        | Инд      | Спр      | Эст      | Инд            | Спр            | Эст            | Инд           | Спр      | Эст      | Ком                | Инд                | Спр                | Эст               |              |              |               |               |               |                |                |                |                |                |                |
| — | —             | 83          | 88          | —           | 30           | 69           | —            | —          | —          | —          | —        | —        | —        | —              | —              | —              | —             | —        | —        | —                  | —                  | —                  | —                 |              |              |               |               |               |                |                |                |                |                |                |